# Santino Ferrucci
Santino Michael Ferrucci (Woodbury, 31 de maio de 1998) é um automobilista estadunidense que atualmente compete na IndyCar Series pela equipe A.J. Foyt Racing. Após participar de algumas provas em 2018 pela Dale Coyne, fez sua estreia como titular em 2019, onde correu até 2020. Teve passagens pelas equipes Rahal Letterman Lanigan, Dreyer & Reinbold e Juncos Hollinger.

## Biografia
Santino Michael Ferrucci nasceu em Woodbury, cidade do estado norte-americano de Connecticut, é filho de Michael "Mike" Ferrucci e Valerie "Val" Ferrucci, e tem uma irmã mais nova chamada Alessandra. Tem como ídolo o heptacampeão da Fórmula 1 Michael Schumacher. É apoiador do Partido Republicano desde tenra idade, tendo comentado favoravelmente sobre John McCain e apoiando Donald Trump. É fã do Superman, tendo usado uma imitação do logotipo do herói no início da carreira, que ele tatuou no braço posteriormente.

## Carreira

### Kart
Ferrucci começou a competir profissionalmente no kart em 2005, vencendo diversos campeonatos locais e regionais. Foi duas vezes seguidas o Florida Winter Tour na categoria Comer Cadete em 2008 e 2009, e o Rotax Max Challenge da região noroeste em 2010. Seguiu no cartismo até 2012.

### Fórmulas inferiores
Em 2013, Ferrucci se introduziu nos monopostos, ao disputar a F2000 Championship. Fez uma pole, quatro pódios e terminou em quinto lugar.
Em 2014, competiu em cinco corridas na Fórmula 3 alemã pela EuroInternational, sendo o 2.º colocado na sua quarta corrida. Ele também completou três corridas na Fórmula 3 britânica pela Fortec Motorsport, marcando uma pole e duas vitórias, bem como o fim da temporada europeia de Fórmula 3, novamente pela EuroInternational.

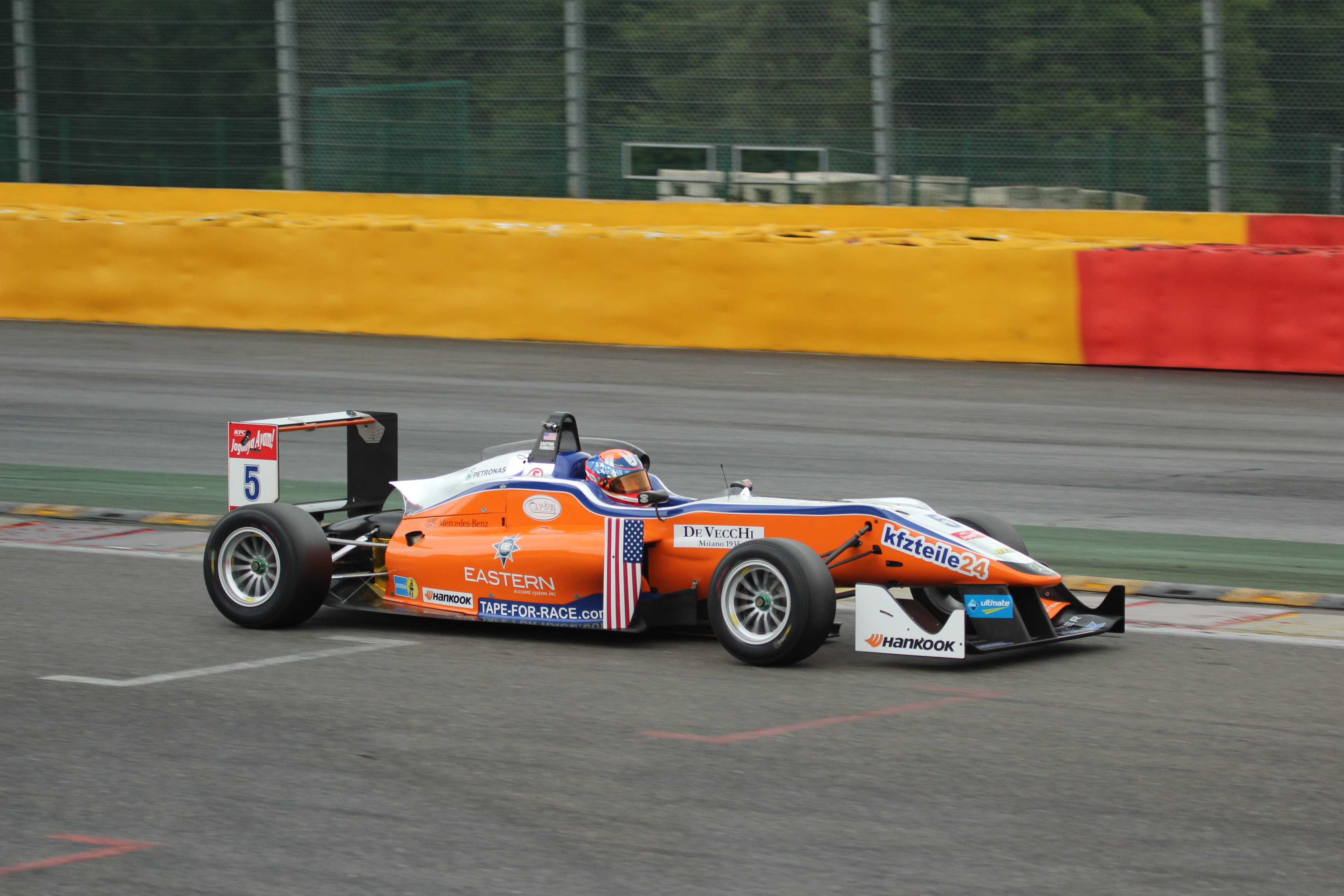
Ferrucci na prova da Bélgica da F3 Europeia de 2015

Reunindo-se com a Fortec, Ferrucci participou do Grande Prêmio de Macau. Ferrucci terminou a corrida principal em 8.º.
No início de 2015, Ferrucci competiu na Toyota Racing Series pela Giles Motorsport. Ferrucci foi terceiro colocado na classificação geral, marcando sua única vitória em Manfeild, além de outros 5 pódios.
Ferrucci retornou à Fórmula 3 Europeia, desta vez com a Mücke Motorsport, terminando em 11.º no geral e marcando seu único pódio na Fórmula 3 em Spa. No final do ano, Ferrucci correu novamente no Grande Prêmio de Macau, desta vez terminando em 6.º na corrida principal.

### GP3 Series

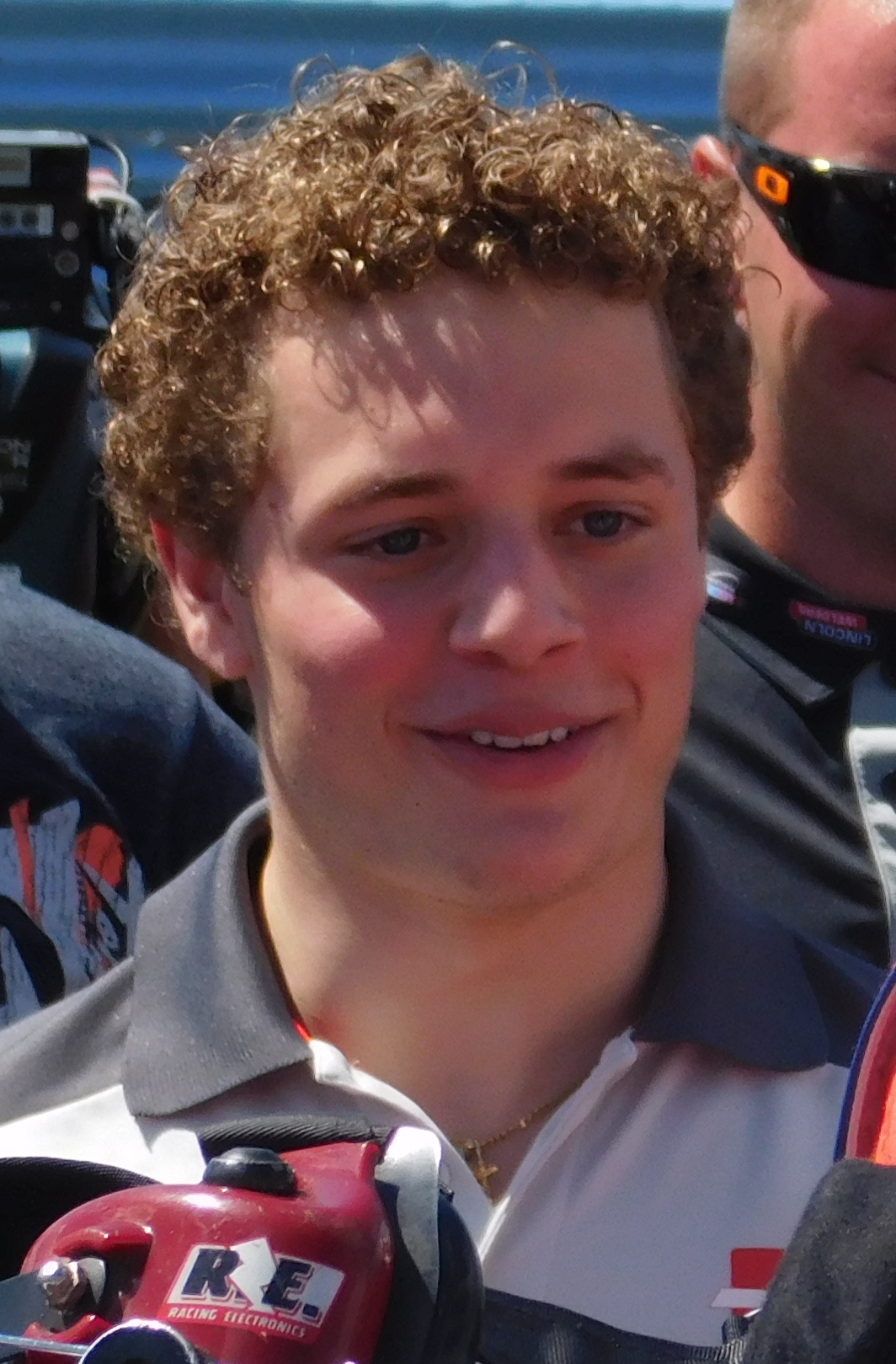
Ferrucci em 2016

Ferrucci participou em 2016 do campeonato da GP3 Series com a equipe francesa DAMS, tendo mais dois estreantes como companheiros: o britânico Jake Hughes e o suíço Kevin Jörg. Seu melhor resultado foi o terceiro lugar na corrida sprint de Spa-Francorchamps, que foi seu primeiro e único pódio na categoria, e ele finalizou o ano em décimo segundo no campeonato de pilotos, somando 36 pontos, superando Jörg por dez pontos, mas computando menos da metade da pontuação de Hughes, o oitavo colocado.
Em fevereiro de 2017, a DAMS contratou Ferrucci para uma segunda temporada da GP3, com ele sendo companheiro da colombiana Tatiana Calderón e do brasileiro Bruno Baptista, mas o estadunidense só disputou três rodadas, saindo para correr na F2 e sendo substituído por Matthieu Vaxivière. Ferrucci somou apenas três pontos, fechando o ano em décimo nono e antepenúltimo lugar, sendo o pior classificado dentre os pilotos que pontuaram.

### Fórmula 2

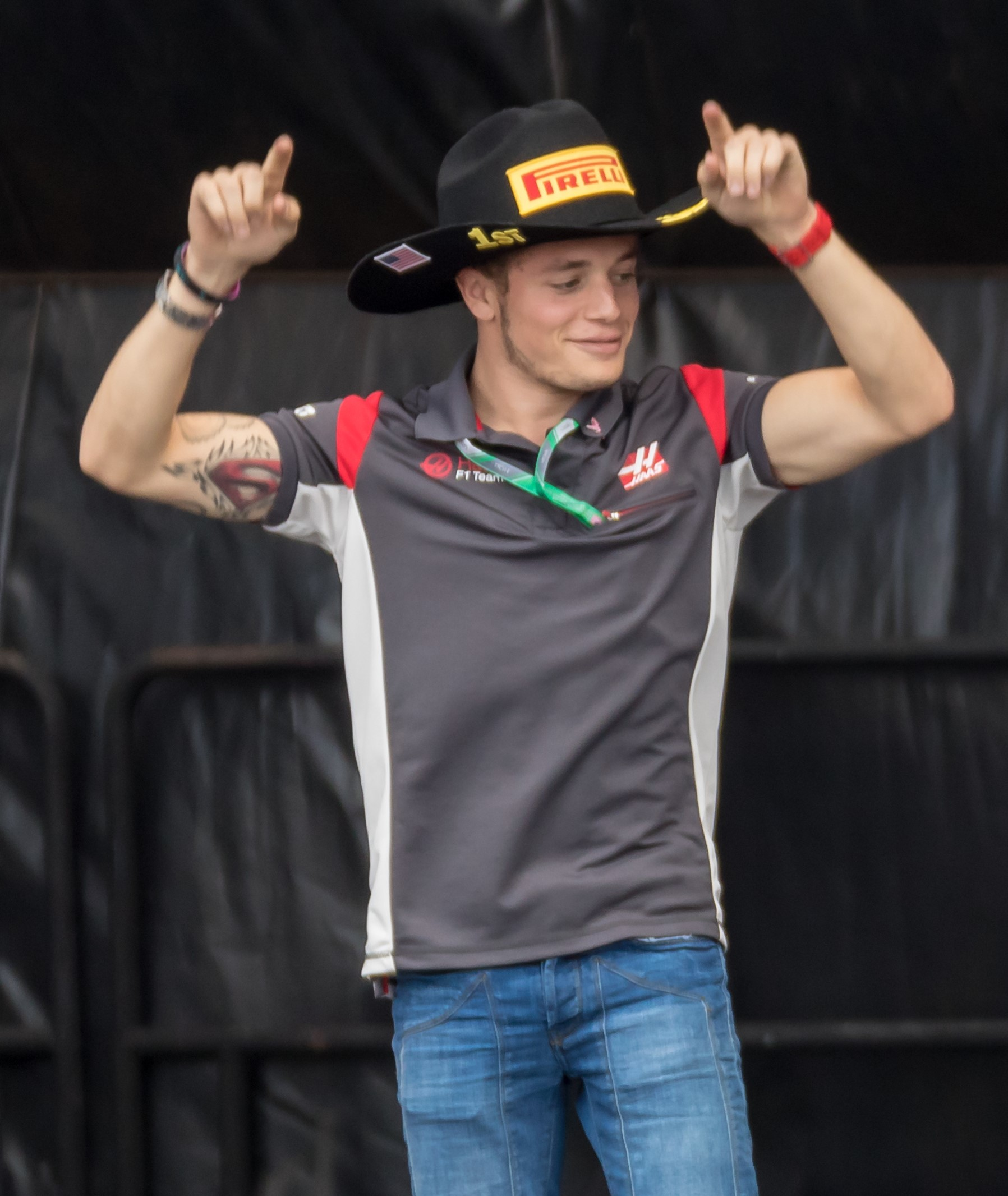
Ferrucci em 2017

Ferrucci fez sua estreia no Campeonato de Fórmula 2 da FIA na Hungria, como substituto de Sergio Canamasas, e terminou o restante da temporada inaugural com a Trident. Teve dois nonos lugares como melhores resultados e foi vigésimo segundo colocado, com quatro pontos. Ele continuou com a equipe para a disputa da temporada de 2018.
No evento da Inglaterra, Ferrucci cometeu uma série de infrações que resultou em seu banimento por quatro corridas: Na primeira prova do fim de semana, no sábado, o piloto forçou o companheiro de equipe Arjun Maini para fora da pista, sendo punido com a adição de tempo ao seu resultado; No domingo, na segunda corrida da Fórmula 2 na Inglaterra, Ferrucci novamente forçou o companheiro para fora da pista na curva 4, de maneira deliberada. Ferrucci foi convocado para ver os comissários, mas não compareceu, sendo posteriormente desclassificado da prova.

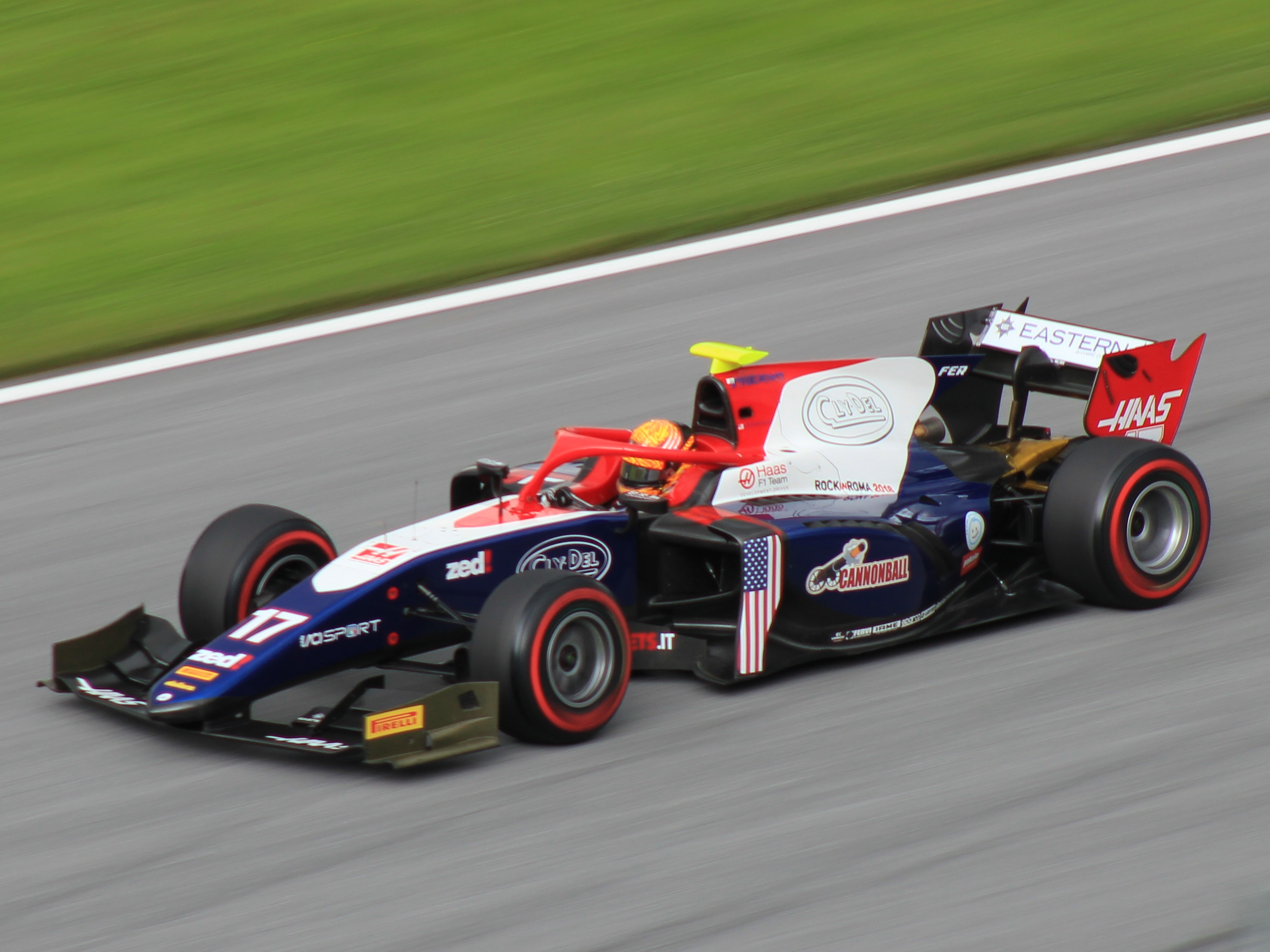
Ferrucci na etapa austríaca da F2 em 2018

A própria equipe dele, Trident, depôs contra Ferrucci, afirmando que a batida foi realmente proposital. Além disso, ele acertou de propósito a traseira do companheiro na volta de desaceleração, momentos após a bandeirada da segunda corrida, e também foi flagrado transitando entre o padoque improvisado da Fórmula 2 e o pit lane sem luvas e portando celular, o que é proibido. Com base nisso, a direção de prova resolveu, além da desclassificação do evento da Inglaterra, puniu o piloto com dois eventos de suspensão (Hungria e Bélgica), com um total de quatro corridas, além de uma multa no valor de 60 mil euros (R$ 270 mil). A equipe se desculpou com o incidente, se solidarizou com Maini e afirmou que tomaria medidas legais.
Em 18 de julho, Ferrucci foi demitido pela equipe Trident, citando seu comportamento e o não pagamento do dinheiro exigido por contrato. A Trident descobriu que o dinheiro tinha sido disponibilizado para a corrida do piloto na IndyCar Series de 1 a 3 de junho, ao mesmo tempo em que deixou de pagar as suas dívidas com a equipe.
Anos depois, ao comentar sobre sua passagem pela categoria, Ferrucci admitiu que errou, mas disse também que o ambiente do automobilismo europeu era "mentalmente desgastante", pois os chefes de lá eram "muito controladores" e não o deixavam "ser humano".

### Fórmula 1

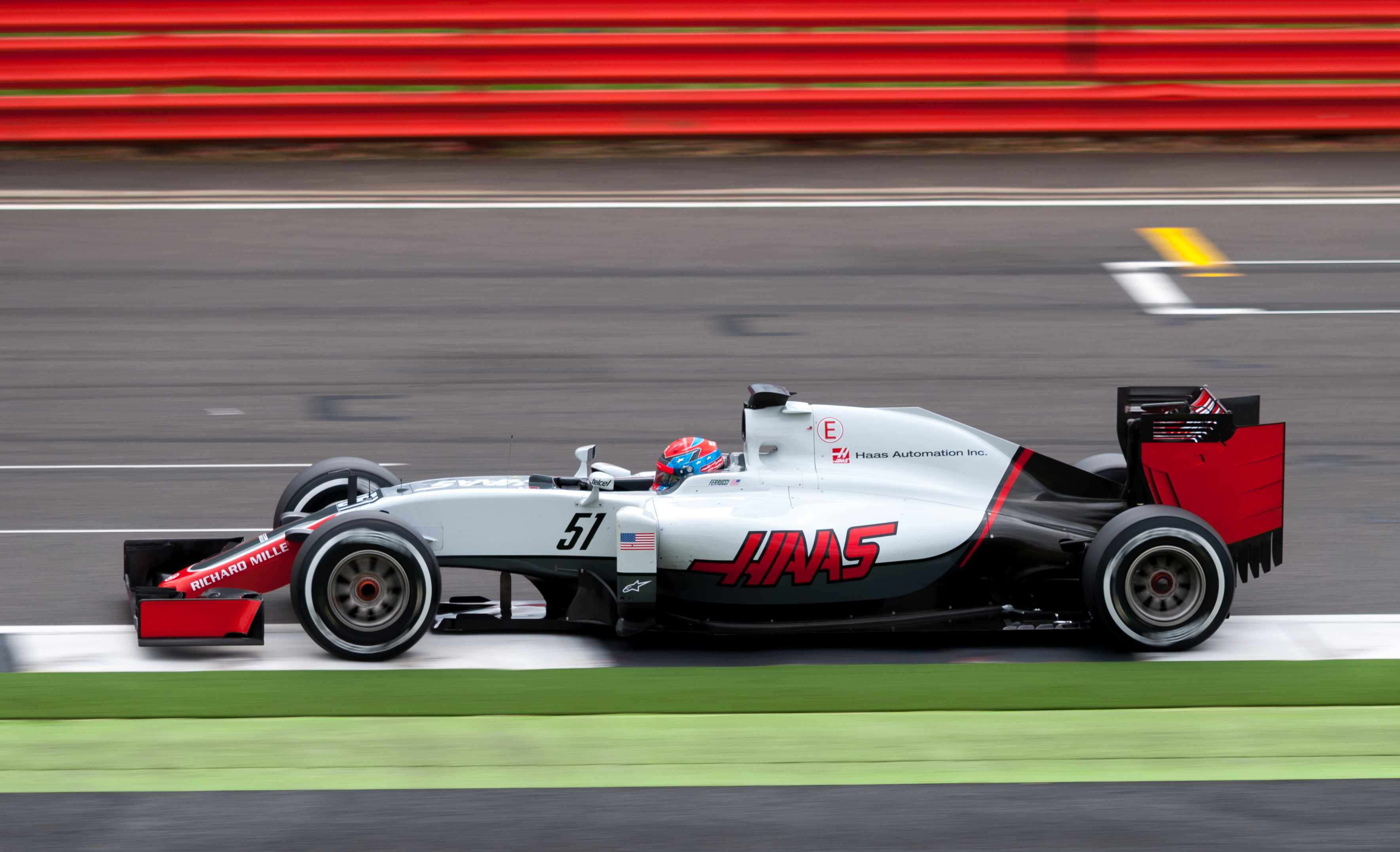
Ferrucci testando a Haas em 2016

Após a confirmação da entrada de Ferrucci na GP3 Series, ele se tornou piloto de testes e reserva da equipe de Fórmula 1 Haas, juntamente com o membro da Ferrari Driver Academy e campeão da GP3, Charles Leclerc.
Ferrucci teve seu primeiro contato com um carro de Fórmula 1 em julho de 2016, quando testou para a Haas em Silverstone depois do Grande Prêmio da Grã-Bretanha de 2016. Ele admitiu estar assustado durante o teste do carro em condições de chuva, mas conseguiu completar o teste sem maiores problemas.
Em dezembro de 2016, a Haas confirmou que Ferrucci seria mantido para a temporada de 2017 da Fórmula 1. E, em março de 2018, a Haas confirmou que Ferrucci seria mantido novamente na equipe para a temporada de 2018.

### IndyCar Series

#### 2018-20: Dale Coyne

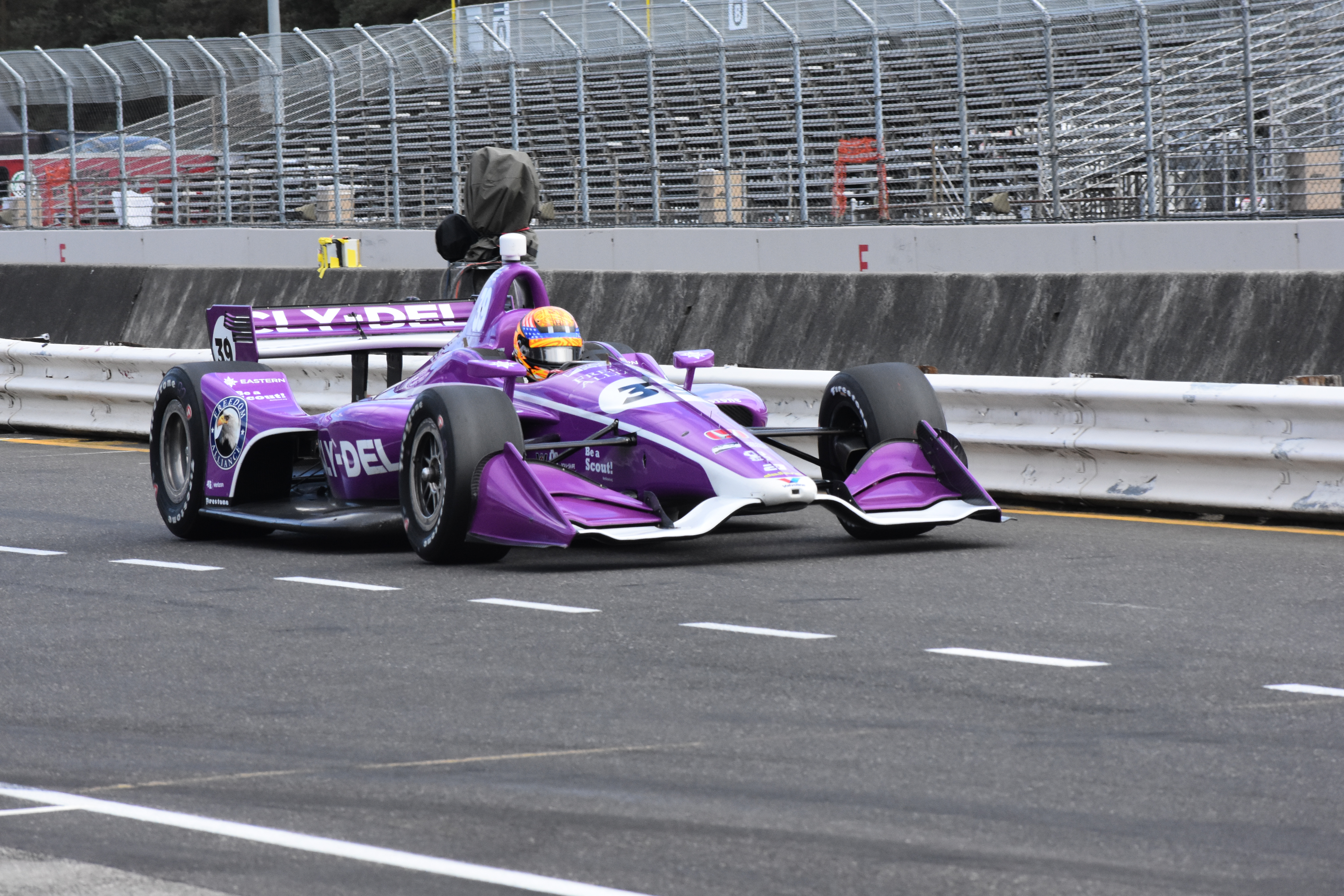
Ferrucci testando carro da Dale Coyne em Portland em 2018

Em junho de 2018, Ferrucci fez sua estreia na IndyCar Series no Grande Prêmio de Detroit pela equipe Dale Coyne Racing como substituto de Pietro Fittipaldi, que havia sofrido um grave acidente, em 4 de maio daquele ano, o piloto brasileiro participava de um treino classificatório das 6 Horas de Spa-Francorchamps, etapa do Campeonato Mundial de Endurance da FIA (WEC, na sua sigla em inglês). Ferrucci terminou em 22.º na sua primeira corrida depois de bater na 56.ª volta. Posteriormente, ele retornou para disputar as duas rodadas finais do campeonato.
Em 2019, a Dale Coyne contratou Ferrucci para ser titular naquela que foi sua primeira temporada completa pela IndyCar. Ele teve sete idas ao Top-10 e Top-5, com três quartos lugares como melhores resultados, finalizando o ano em 13.º lugar, com 351 pontos. Na disputa pelo Rookie Of The Year (Novato Do Ano), Ferrucci ficou em terceiro, à frente de nomes como o ex-F1 e futuro vencedor da Indy 500 Marcus Ericsson, mas atrás de Colton Herta e de Felix Rosenqvist. Mas seu desempenho foi elogiado, com Ferrucci sendo premiado como o melhor estreante das 500 Milhas de Indianápolis de 2019, por ter terminado em sétimo lugar.
Em 2020, Ferrucci dirigiu o carro número 18 da DCR, que fez parceria com a Vasser-Sullivan. Seu ápice foi o quarto lugar nas 500 Milhas de Indianápolis daquele ano. Mas só fez cinco aparições no Top-10, terminando no mesmo 13.º lugar do ano anterior, mas com 290 pontos.

#### 2021-22: RLL, Dreyer & Reinbold e Juncos Hollinger
Sem vaga de titular em 2021, Ferrucci disputou cinco provas pela Rahal Letterman Lanigan Racing, guiando o carro nº 45. Esteve no Top-10 em quatro dessas corridas, e em seu retorno em 2022, voltou a aparecer no Top-10 ao ser nono colocado no Texas. Meses depois, Ferrucci fez parceria com a Dreyer & Reinbold Racing para disputar as 500 Milhas de Indianápolis de 2022, onde terminou em décimo lugar. Em seguida, a Juncos Hollinger Racing o chamou para pilotar o carro nº 77 em Detroit, e Ferrucci terminou em 21.º.

#### 2023-presente: A.J. Foyt

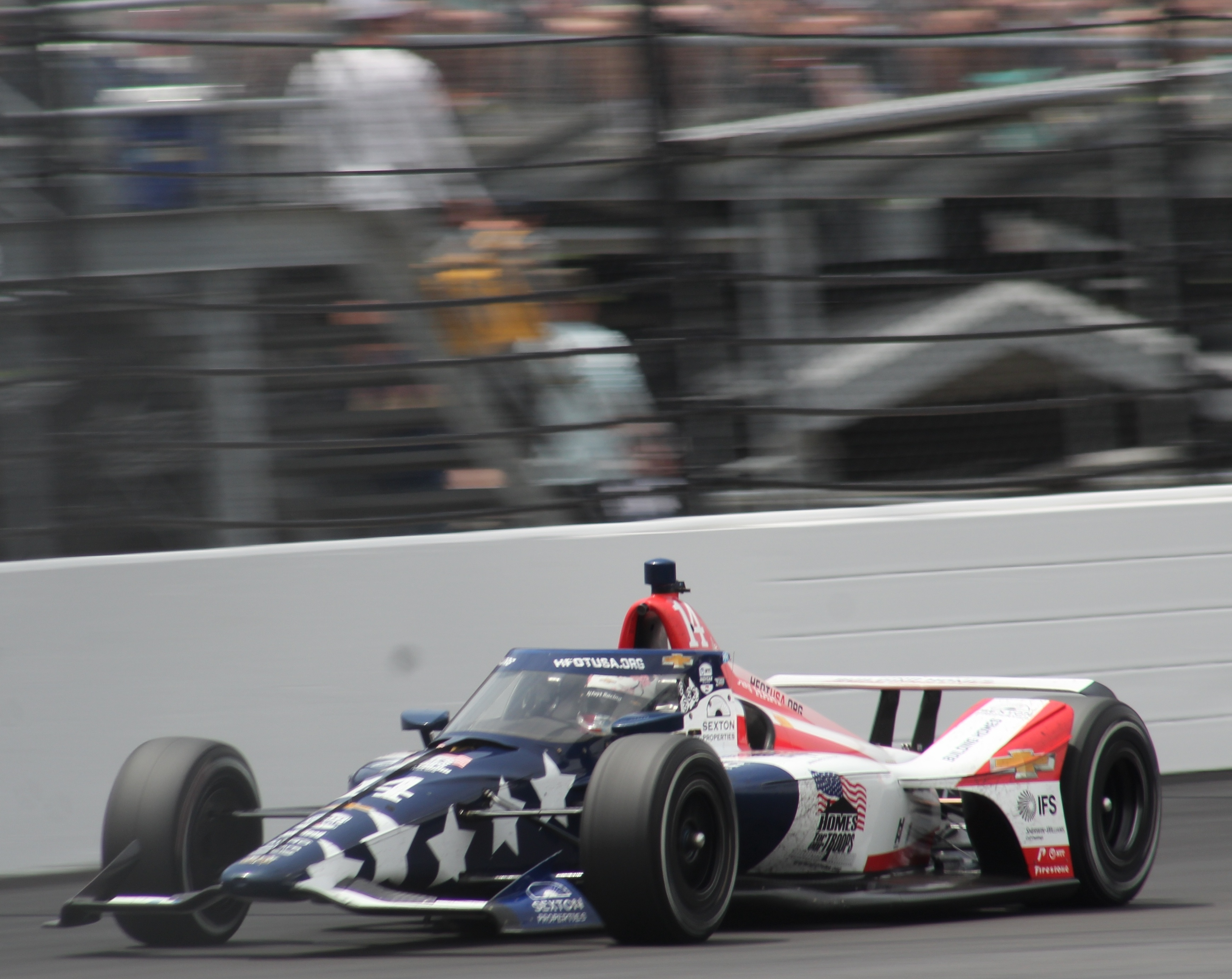
Ferrucci nas 500 Milhas de Indianápolis de 2023

Ferrucci foi contratado pela A. J. Foyt Enterprises para disputar a temporada completa da IndyCar em 2023. Apesar de só ter estado no Top-5 em uma única prova, essa foi a mais marcante de sua carreira até então, pois foi o terceiro lugar nas 500 Milhas de Indianápolis de 2023, que também significou seu primeiro pódio na Indy. Mas o piloto considerou que essa era uma sensação "agridoce", já que ele chegou a liderar a corrida nas últimas voltas.
Em 2024, Ferrucci teve Sting Ray Robb como seu novo parceiro. Ele teve onze idas ao Top-10, dois quartos lugares como melhores resultados, mas foi em Portland que ele se destacou ao fazer sua primeira pole. Com 367 pontos, Ferrucci se classificou na nona posição, sendo esse o seu maior desempenho na Indy até o momento. Mas o piloto se envolveu em polêmica ao usar termos homofóbicos para se referir a Colton Herta e Kyle Kirkwood, após ter se envolvido em incidentes com eles durante os treinos do GP de Detroit. Posteriormente, Ferrucci se desculpou.
Ferrucci segue na Foyt em 2025, sendo parceiro de David Malukas. Ferrucci alcançou seu primeiro Top-10 do ano ao ser sétimo colocado nas 500 Milhas de Indianápolis de 2025, mas com as desclassificações de Marcus Ericsson e Kirkwood, ele foi promovido ao quinto lugar, lhe rendendo seu primeiro Top-5 da temporada. Na etapa seguinte, em Detroit, Ferrucci alcançou seu primeiro pódio do ano ao chegar em segundo lugar.

### NASCAR

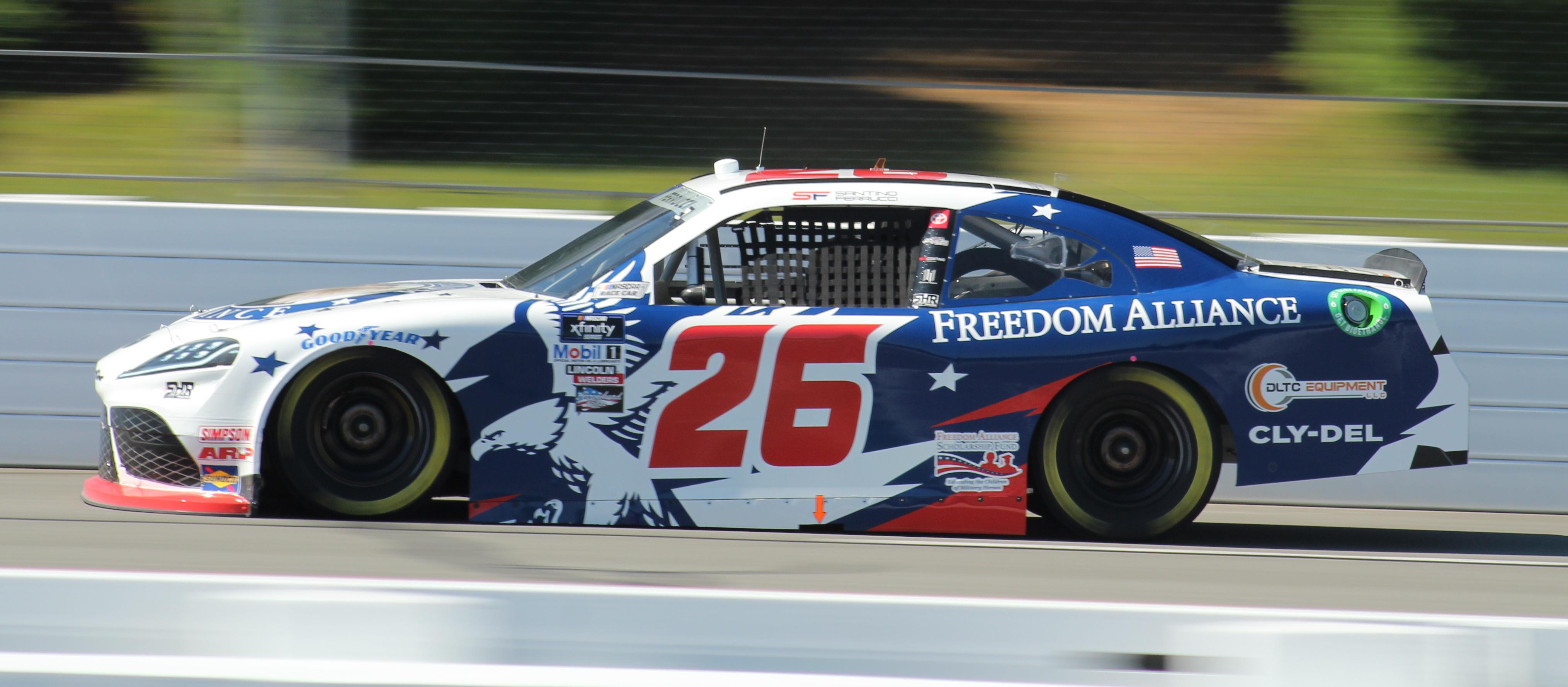
Ferrucci guiando o carro #26 da Sam Hunt Racing em 2022

Em 8 de janeiro de 2021, foi confirmado que Ferrucci faria uma programação de 20 corridas pilotando o Toyota Supra nº 26 para a Sam Hunt Racing para a próxima temporada da NASCAR Xfinity Series. Ferrucci tinha experiência limitada em corridas de stock car antes da NASCAR, com sua única incursão sendo um teste de modelo super tardio com a Fury Race Cars em 2020. Ferrucci retornaria ao carro nº 26 da equipe para as corridas da Xfinity Series em Pocono e no Indianápolis Road Course em 2022.